# Ридли Скот
Сър Ридли Скот (на английски: Sir Ridley Scott) е британски продуцент и кинорежисьор, носител на „Златен глобус“, „Бодил“, БАФТА, по две награди „Еми“, „Сатурн“ и „Хюго“, номиниран е за три награди „Оскар“. По-възрастен брат е на режисьора Тони Скот. Сред известните му филми са „Пришълецът“ (1979), „Блейд Рънър“ (1982), „Гладиатор“ (2000), „Ханибал“ (2001), „Небесно царство“ (2005), „Робин Худ“ (2010) и др. От 2015 г. има звезда на Холивудската алея на славата.
Ридли Скот е рицар на Ордена на Британската империя от 2003 г. заради приноса му към британската филмова индустрия.

## Ранни години
Роден е в град Саут Шийлдс, Англия в семейство на офицер от „Кралските инженерни войски“, който отсъства от дома в дълги периоди от време. По възрастният брат на Ридли – Франк започва да работи в търговския флот. Семейството се мести няколко пъти през годините – Къмбрия, Уелс и в Германия. След Втората световна война семейството се завръща в родния си край в североизточна Англия, заселвайки се в град Тийсайд (чийто индустриален пейзаж става сцена за по-голямата част от филма му – „Блейд Рънър“ (Blade Runner)).

## Младежки години
Скот учи в града от 1954 до 1958 година в „Уест Хартлипул Арт Колидж“ където получава диплома за дизайн. През 1960 година записва дизайн в „Кралската академия по изкуствата“ в Лондон. Докато учи е сътрудник на студентското списание ARK и участва в някои проекти на филмовия департамент. За дипломна работа, Скот прави черно-бял филм „Момчето с колелото“, в който главни герои са по-младият му брат – Тони Скот и неговият баща. В късото филмче Ридли снима някои специални и визуални елементи, които загатват за по-късните работи на талантливия режисьор. След завършването на университета през 1963 година, започва обучение в BBC Лондон като сценограф в популярния полицейски сериал по това време – Z-Cars и научното предаване Out of the Unknown. Сключва договор и за сценограф във филмите „Доктор Кой“ и The Daleks – филм за който създава най-добрите костюми и маски на извънземни създавани дотогава в киното. В BBC започва „режисьорска трейнинг програма“ и преди да напусне корпорацията, режисира няколко филма.

## Ранна кариера
След напускането на BBC през 1968 година основава собствена компания – Ridley Scott Associates (RSA), която скоро става една от най-успешните рекламни къщи във Великобритания и Западна Европа, работейки с имена като сър Алън Паркър, Хю Хъдсън и Хю Джонсън. В новата компания започва работа и брат му Тони Скот. Започват да създават рекламни клипове през 1970 година, които стават много популярни сред производителите и зрителите, особено рекламата на „Ховис“ – Bike Round (New World Symphony), която е снимана в Дорсет и довършена в Холивуд, САЩ. през годините създава над 2000 рекламни филми, много от които са и лауреати на престижни награди.
Компанията му върви много добре, приходите от която му позволяват да създаде и първия си игрален филм – The Duellists, който е създаден в Европа и който му носи наградата на журито на фестивала в Кан през 1978 година.

## Извънземни
Скот е разочарован от приходите на The Duellists, решава да филмира популярната опера „Тристан и Изолда“, но по същото време излиза първият епизод на „Междузвездни войни“ (Star Wars), в който Скот се убеждава в огромния потенциал на филмите със специални визуални ефекти.
Затова и с готовност приема да режисира супер продукцията „Пришълецът“, фантастичен филм на ужасите, който му носи световно признание и Академична награда „Оскар“ за специални ефекти. Филмът издига героинята на Сигорни Уийвър лейт. Елън Рипли като първата и най-запомняща се жена екшън-героиня в киното. Тъй като не режисира последвалите три части на поредицата (Пришълците, Пришълецът 3 и Пришълецът: Завръщането), през 2003 година приема да направи пълно възстовяване на първата част с ремастиране на картина и звук с най-доброто в света на цифровите технологии и включване на режисьорски коментар и филм за филма.
Следва научнофантастичният екшън „Блейд Рънър“ 1982 – филм, в който главната роля е поверена на изгряващата звезда Харисън Форд.

## Рекламата на Apple Macintosh1984
През 1984 г. Apple Computer създава компютъра Macintosh. За реклама на дебюта му, компанията влага невероятните 1,5 млн. долара в телевизионна реклама, основана на романа на Джордж Оруел – 1984. Режисурата е поверена на Ридли Скот заради работата му в „Острието“. Рекламата е пусната еднократно на 22 януари 1984 г. в най-гледаното телевизионно време, по време на шампионата по американски футбол Супербоул XVIII.
Чрез образа на млада героиня рекламата пресъздава появата на компютъра Macintosh, който спасява човечеството от конформизма на Големия брат. Образите са алюзия на романа, описващ бъдещето като антиутопия, управлявана от Големия брат. Наследниците на Оруел и притежателят на телевизионните права върху романа считат, че са нарушени авторските права и през април 1984 г. правят постъпки за спиране на нарушението.
Рекламата е избрана през 90-те години за една от „50-те най-добри реклами“ на XX век.

## Екшъни и криминалета
През 1985 година идва филма „Легенда“ с участието на Том Круз, следва „Някой да ме пази“ (Someone to Watch Over Me) 1987 с Том Беринджър в главната роля и хитът „Черен дъжд“ с Майкъл Дъглас и Анди Гарсия.
През 1987 година Ридли Скот основава компанията за филмово производство „Пърси Мейн Продъкшънс“. Първият филм на новата компания е носителят на „Оскар“ „Телма и Луиз“, последван от „1492: Завладяването на Рая“.
Началото на познатите ни от близкото минало грандиозни филми е поставено през 1995 година, когато Ридли, заедно с брат си Тони Скот, създават компанията за производство на кино и ТВ филми Scott Free Productions. Резултат са филмите „Бялата буря“ с Джеф Бриджис и военната драма „Редник Джейн“ с Деми Мур.

## Супер продукции
През 2000 година Ридли Скот завършва работа по супер продукцията „Гладиатор“ с Ръсел Кроу и Хоакин Финикс в главните роли. Филмът се превръща в тотален хит и печели 5 Академични награди „Оскар“.
Продуцира продължението на „Мълчанието на агнетата“ – „Ханибал“, военния екшън „Блек Хоук“ („Оскар“ за звук), „Кибритлии“ 2003 с Никълъс Кейдж и най-сетне решава да направи „Тристан и Изолда“ през 2004 година.
През 2005 година, по кината се появява още една историческа суперпродукция: „Небесно царство“ с участието на Лиъм Нийсън и Орландо Блум.
През 2006 година излиза най-новият му филм A Good Year, отново с участието на Ръсел Кроу.

## Филмография
| Година | Филм                       | оригинално заглавие        | Оскари    | Оскари    |
| Година | Филм                       | оригинално заглавие        | Номинации | Спечелени |
| ------ | -------------------------- | -------------------------- | --------- | --------- |
| 1965   | Момчето с колелото         | Boy and Bicycle            |           |           |
| 1977   | Дуелистите                 | The Duellists              |           |           |
| 1979   | Пришълецът                 | Alien                      | 2         | 1         |
| 1982   | Блейд Рънър                | Blade Runner               | 2         |           |
| 1985   | Легенда                    | Legend                     | 1         |           |
| 1987   | Някой да ме пази           | Someone to Watch Over Me   |           |           |
| 1989   | Черен Дъжд                 | Black Rain                 | 2         |           |
| 1991   | Телма и Луиз               | Thelma & Louise            | 6         | 1         |
| 1992   | 1492: Завладяването на Рая | 1492: Conquest of Paradise |           |           |
| 1996   | Бялата буря                | White Squall               |           |           |
| 1997   | Редник Джейн               | G.I. Jane                  |           |           |
| 2000   | Гладиатор                  | Gladiator                  | 12        | 5         |
| 2001   | Ханибал                    | Hannibal                   |           |           |
| 2001   | Блек Хоук                  | Black Hawk Down            | 4         | 2         |
| 2003   | Кибритлии                  | Matchstick Men             |           |           |
| 2005   | Небесно царство            | Kingdom of Heaven          |           |           |
| 2006   | Добра година               | A Good Year                |           |           |
| 2007   | Американски гангстер       | American Gangster          | 2         |           |
| 2008   | Мрежа от лъжи              | Body of Lies               |           |           |
| 2010   | Робин Худ                  | Robin Hood                 |           |           |
| 2012   | Прометей                   | Prometheus                 | 1         |           |
| 2013   | Съветникът                 | The Counselor              |           |           |
| 2014   | Изход: Богове и царе       | Exodus: Gods and Kings     |           |           |
| 2015   | Марсианецът                | The Martian                | 7         |           |
| 2017   | Пришълецът: Завет          | Alien: Covenant            |           |           |
| 2017   | Всичките пари на света     | All the Money in the World |           |           |
| 2021   | Последният дуел            | The Last Duel              |           |           |
| 2021   | Домът на Гучи              | House of Gucci             |           |           |
| 2023   | Наполеон                   | Napoleon                   |           |           |
| 2024   | Гладиатор 2                | Gladiator 2                |           |           |